# Calotes nigriplicatus
Calotes nigriplicatus es una especie de iguanios de la familia Agamidae.

## Distribución geográfica
Es endémica de Ambon (Indonesia).